# الشروق (القاهرة)
مدينة الشروق هي مدينة مصرية جديدة من مدن الجيل الثالث، تقع في محافظة القاهرة، وتتبع إدارياً لهيئة المجتمعات العمرانية الجديدة، أنشأت بقرار رئيس جمهورية مصر العربية رقم 326 لسنة 1995، وقد كان إنشاء المدينة في إطار التوسع العمراني لتحقيق عدة أهداف تنموية، أهمها استيعاب الأعداد السكانية المتزايدة لتخفيف الضغط السكاني، وإعادة توزيع السكان داخل منطقة القاهرة الكبرى، وفي نفس الوقت رفع المستوي المعيشي لسكان المنطقة، من خلال توفير فرص عمل جديدة من المشروعات الصناعية، والتي سوف يتم إقامتها بالمدينة. تقع المدينة بمنطقة شرق القاهرة ويحدها من الشمال طريق مصر-الاسماعيلية ومن الجنوب طريق القاهرة - السويس الصحراوي ومن الشرق تحدها مدينة بدر والطريق الدائري الإقليمي ومن الغرب يحدها الطريق الدائري بمساحة اجمالية ٥٣ ألف فدان.

## المخطط العام
تبلغ مساحة مدينة الشروق القائمة حوالي 16110 فدان، تبلغ مساحة النشاط السكنى للمدينة 6900 فدان، مقسمة إلى مجموعة من الأحياء، تشتمل على جميع مستويات الإسكان (اقتصادي – متوسط – فوق متوسط – فاخر)، كما توفر هيئة (المجتمعات العمرانية الجديدة) قطع الأراضي السكنية للأفراد، وأيضا للشركات الاستثمارية والمنتجعات السكنية، وكذلك المشروعات الرائدة مثل مشروع إسكان مبارك، ومشروع إسكان جمعية المستقبل، ومشروعات الإسكان الحر والإسكان العائلي، كما قامت الهيئة بإنشاء عدد 26140 وحدة سكنية، منها عدد 13676 وحدة إسكان شباب ومستقبل، وقام القطاع غير الحكومي بإنشاء عدد 25147 وحدة سكنية. كما تبلغ مساحة النشاط الخدمى 1500 فدان، حيث يوفر التخطيط الحضرى للمدينة قطع أراضى للخدمات المختلفة (تعليمية – صحية – ثقافية – دينية – ترفيهية – تجارية).

## الخدمات

### الصحة
تضم مدينة الشروق العديد من المنشأت الصحية من أهمها:
- مستشفى الشروق العام .
- مركز صحة الشروق.
- المركز الطبي العالمي.

### التعليم
تضم مدينة الشروق العديد من المنشأت التعليمية من أهمها:
- الجامعة الفرنسية في مصر.
- الجامعة البريطانية في مصر.
- أكاديمية الشروق.
- فرع الجامعة العربية المفتوحة.
- ثلاثة فروع المدارس المصرية اليابانية.
- مدرسة الشروق الرسميه للغات

### الرياضة والترفيه
تضم المدينة العديد من المنشأت الرياضية والترفيهية من أهمها نادى هليوبوليس، نادى جرين هيلز، سينما السيارات، الحديقة الإقليمية، نادي الشروق. قرية الماي فير، بانورما الشروق، الشروق 2000، ضاحية النخيل، لؤلؤة الشروق، والبارون سيتي.

## البنية التحتية

### الطرق والمواصلات
توجد بالمدينة شبكات طرق بطول 395 كيلومتر، ترتبط المدينة داخليًا وبالمدن الأخرى من خلال:
- خطوط أتوبيس وسط الدلتا لربط المدينة بالقاهرة.
- خطوط أتوبيس هيئة النقل العام لربط المدينة بـ (ميدان عبد المنعم رياض – ميدان لبنان).
- خطوط أتوبيس القاهرة الكبرى لربط المدينة بميدان الجيزة.
- سيارات النقل الجماعى لربط المدينة بـ (موقف السلام – طريق السويس).[4]
- سيارات للنقل الجماعى وأتوبيسات جهاز المدينة لربط أحياء المدينة ببعضها.[4]

### مياه الشرب والصرف الصحي
- تتغذى المدينة بمياه الشرب من خلال محطة تنقية مياه مدينة العاشر من رمضان بطاقة 70 ألف م3/يوم حالياً، وجارى زيادتها إلى 90 ألف م3/يوم، وجارى تنفيذ خط مياه 1400 من محطة العاشر للمدينة لزيادة طاقة مياه الشرب بها، وجارى تنفيذ خط مياه 1000 مم من محطة مدينة العبور لاستكمال احتياجات مياه الشرب وتم تنفيذ محطة أبار بطاقة 3000 م3/يوم، حيث تحتوي المدينة على شبكات مياه بطول 760 كيلومتر.[8]
- يتم معالجة الصرف الصحي بواسطة محطة معالجة الصرف الصحي (الهايكستب) بطاقة 27 ألف م3/يوم، وجارى تطويرها لتصبح معالجة ثلاثية، وجارى تنفيذ المرحلة الأولى من من محطة معالجة ثلاثية لتوفير المياه النقية المستخدمة في الري لإغراض الشرب، كما توجد بالمدينة شبكات للصرف الصحي بطول 540 كيلومتر.[8]

### الكهرباء
- توجد بالمدينة شبكات كهرباء بطول 2560 كيلومتر.[8]

## الاقتصاد
- تبلغ مساحة النشاط الصناعي بالمدينة 11 فدان، كما تقوم هيئة (المجتمعات العمرانية الجديدة) بتوفير قطع أراضى مخازن وورش.[9]
- يقتصر النشاط الزراعي بالمدينة على زراعة الحزام الأخضر وتشجير الطرق.[9]

## وصلات خارجية
- صورة بالقمر الصناعي لمدينة الشروق بموقع ويكيمابيا.